# 米子信用金庫
米子信用金庫（よなごしんようきんこ）は、鳥取県米子市に本店を置く信用金庫。

## 沿革

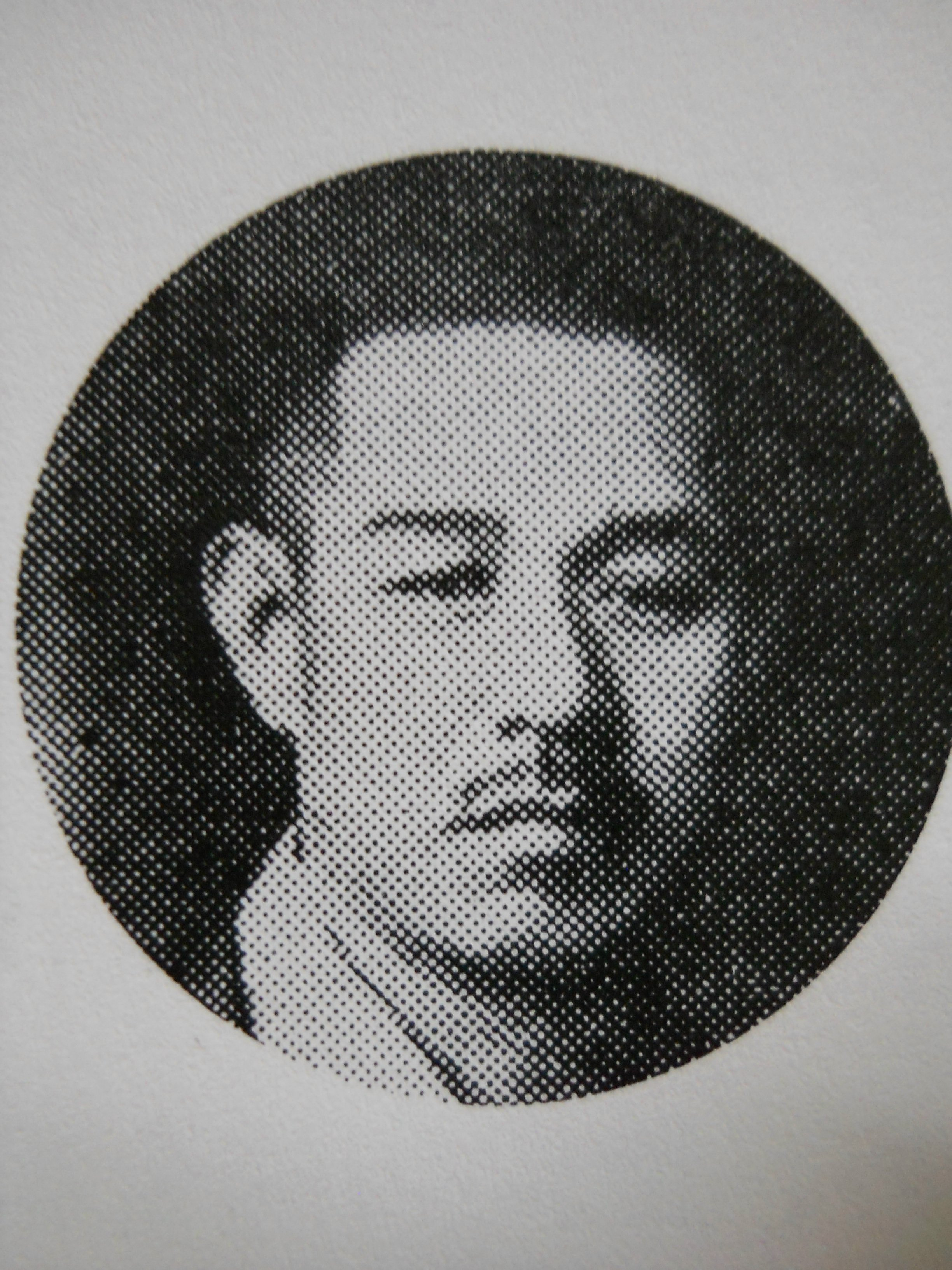
坂口豊蔵
（初代組合長）

- 大正11年

12月 - 産業組合法による「有限責任米子信用組合」設立認可。坂口豊蔵 初代組合長に就任。
- 昭和7年

3月 - 坂口惣五郎 第二代組合長に就任。
- 昭和14年

4月 - 仙田定太郎 第三代組合長に就任。
- 昭和18年

10月 - 市街地信用組合法により「米子信用組合」に改組。
- 昭和23年

5月 - 青砥喜三郎 第四代組合長に就任。
- 昭和26年

10月 - 信用金庫法に基づく「米子信用金庫」に改組。
- 昭和32年

4月 - 安来信用金庫を合併。
- 昭和45年

9月 - 株式会社昭和発足（関連会社）。
- 昭和54年

5月 - 青砥喜三郎 会長に就任、藤原孝太 第五代理事長に就任。
- 昭和58年

5月 - 青砥順 第六代理事長に就任。
- 平成12年

6月 - 青砥順 会長に就任、内海敏 第七代理事長に就任。
- 平成16年

6月 - 鷲見邦弘 第八代理事長に就任。
- 平成24年

6月 - 青砥隆志 第九代理事長に就任。

## ATMについて
米子信用金庫のATM・CD（他の金融機関との共同ATM・CDを除く）では、他の信用金庫（しんきんATMゼロネットサービス）のキャッシュカードでも、平日8:45～18:00の入出金、土曜9:00～14:00の出金に限り手数料が無料となる。
また、山陰合同銀行（さんいんネットサービス）のキャッシュカードでも、平日8:45～18:00、土曜9:00～14:00の出金は手数料が無料、平日8:00～8:45・18:00～21:00の出金、土曜14:00～17:00、休日9:00～17:00の出金は手数料が108円となる。

## 脚註
1. 1 2 3 4 5 6 7 8 9 10 11 12 13  沿革（米子信用金庫）